# Alchiba
Alchiba (alpha Corvi) is een ster in het sterrenbeeld Raaf (Corvus).
De ster staat ook bekend als Alchita, Al Minliar al Ghurab en Al Chiba.